# Geninha da Rosa Borges
Maria Eugênia Franco de Sá da Rosa Borges, conhecida como Geninha da Rosa Borges (Recife, 21 de junho de 1922 — Recife, 23 de junho de 2022), foi uma atriz brasileira. Era formada em Pedagogia e Letras anglo-germânicas pela Faculdade de Filosofia do Recife. Participou de 63 peças teatrais, 10 filmes e dirigiu 21 espetáculos.
Em 1941, atuou numa apresentação teatral beneficente Noite de Estrelas. Logo depois estreou na peça Primerose, de Robert de Flers e Gaston de Caillavet, com direção de Valdemar de Oliveira. Em 1944, já no Teatro de Amadores de Pernambuco (TAP), com participação do diretor polonês Zigmunt Turkow, participou da montagem de A Comédia do Coração, de Paulo Gonçalves.
No grupo TAP, teve a oportunidade de ser dirigida por artistas nacionais e estrangeiros de renome como Zbigniew Ziembinski, Graça Melo, Flamínio Bollini Cerri, Bibi Ferreira, Luís de Lima, entre outros.
Em 1968, foi designada pelo Ministério da Educação e Cultura (MEC) para coordenar a equipe do Sistema Nacional de TV e Rádio Educação e dar início a um programa pioneiro em Pernambuco de aulas teatralizadas para o rádio.
Teve pouca atuação no cinema, tendo no currículo participado do primeiro filme pernambucano falado: O Coelho Sai, de Firmo Neto (1939). Em 1983 foi convidada por Tizuka Yamazaki para fazer o filme Parahyba Mulher Macho. Já em 1997 foi convidada por Paulo Caldas e Lírio Ferreira a atuar no filme Baile Perfumado.
Sua primeira aparição na TV aconteceu em 2004, na novela Da Cor do Pecado, de João Emanuel Carneiro, produzida pela TV Globo. Depois, voltou a trabalhar com o autor na novela A Favorita, no papel de Angelina, mãe do cínico Silveirinha (Ary Fontoura).
Ao completar 80 anos de idade, em 2002, fez uma temporada no Rio de Janeiro, na Casa de Cultura Laura Alvim, com o espetáculo 2 em 1, no qual encena e assina Solilóquios de Yerma, uma adaptação reduzida de Yerma, de Federico Garcia Lorca e O Marido Domado, peça criada especialmente para ela por Ariano Suassuna, inspirada em A Megera Domada, de William Shakespeare.
Também aos 80 anos foi homenageada com a peça Geninha, 80 anos? Não acredito, de Fernando de Oliveira.
Recebeu várias vezes os prêmios de “Melhor Atriz” e “Melhor Diretora”, e é conhecida como a “Grande Dama do Teatro Pernambucano”.
Ocupou a Cadeira 33 da Academia de Letras e Artes do Nordeste.
A atriz e diretora faleceu de causas naturais, em casa, na Zona Norte do Recife, dois dias após o aniversário centenário, e deixa quatro filhos e um legado estimado para as artes.

## Carreira

### Teatro[4]
- 2007 - A Ratoeira
- 2004 - As Três Graças
- 2003 - Mistério das Figuras de Barro
- 2002 - 2 em 1
- 2002 - Geninha 80 Anos? - Não Acredito
- 2000 - Valdemar Vivo
- 1998 - Paixão de Cristo do Recife
- 1997 - Bob & Bobete
- 1996 - Sábado, Domingo e Segunda
- 1995 - A Estrada. 2º Ato - Tragédia
- 1991 - Dr. Knock
- 1989 - O Atelier de Madame Rabat
- 1987 - As Lágrimas Amargas de Petra von Kant
- 1984 - O Marido Domado
- 1984 - O Peru
- 1983 - A Promessa
- 1979 - Jogos na Hora da Sesta
- 1978 - Yerma
- 1975 - O Milagre de Annie Sullivan
- 1975 - Mundo Submerso em Luz e Som
- 1972 - Inês de Castro
- 1972 - Ontem, Hoje e Amanhã
- 1971 - O Processo de Jesus
- 1970 - A Casta Suzana
- 1967 - Oito Mulheres
- 1967 - Uma Pedra no Sapato
- 1966 - TAP - Ano 25
- 1965 - Os Irmãos das Almas
- 1965 - A Capital Federal
- 1963 - O Menino Atrasado
- 1963 - Um Sábado em 30
- 1961 - O Marido Domado
- 1960 - Leito Nupcial
- 1960 - O Tempo e os Conways
- 1960 - A Mandrágora
- 1959 - O Living-room
- 1958 - O Vale Sem Sol
- 1958 - Onde Canta o Sabiá
- 1958 - Seis Personagens à Procura de um Autor
- 1957 - As Três Comédias. O Casmurro
- 1956 - Bodas de Sangue
- 1955 - Vestido de Noiva
- 1955 - Ana Christie
- 1954 - Uma Morte Sem Importância
- 1954 - O que Leva as Bofetadas
- 1953 - Está Lá Fora um Inspetor
- 1953 - A Verdade de Cada Um
- 1953 - Massacre
- 1952 - O Poço do Rei
- 1952 - Sangue Velho
- 1951 - Do Mundo Nada Se Leva
- 1950 - A Comédia de Balzac
- 1950 - Arsênico e Alfazema
- 1950 - Um Século de Glória
- 1949 - Esquina Perigosa
- 1949 - Nossa Cidade
- 1948 - A Casa de Bernarda Alba
- 1945 - A Dama da Madrugada
- 1945 - A Gota d´Água
- 1945 - Capricho
- 1944 - A Comédia do Coração
- 1943 - O Leque de Lady Windermere
- 1942 - Canção da Felicidade
- 1942 - A Exilada
- 1941 - Processo de Mary Dugan
- 1941 - Uma Mulher sem Importância
- 1941 - Primerose
- 1941 - Noite de Estrelas

### Cinema
| Ano  | Título                                      | Personagem         | Notas          |
| ---- | ------------------------------------------- | ------------------ | -------------- |
| 2003 | A Partida                                   | Avó                | Curta-metragem |
| 2002 | Nóis Sofre Mais Nóis Goza                   | —                  | Curta-metragem |
| 2000 | O Pedido                                    | Madrinha           | Curta-metragem |
| 1999 | Conceição                                   | Velha senhora      | Curta-metragem |
| 1998 | O Teatro E a Música de Valdemar de Oliveira | Ela mesma          | Documentário   |
| 1997 | O teatro da menina Geninha                  | Ela mesma          | Documentário   |
| 1996 | Baile Perfumado                             | Dona Arminda       |                |
| 1983 | Parahyba Mulher Macho                       | Diretora da escola |                |
| 1939 | O Coelho Sai                                | Garota dançando    |                |

### Trabalhos na Televisão
| Ano  | Título           | Papel                             |
| ---- | ---------------- | --------------------------------- |
| 2009 | A Favorita       | Angelina Silveira (Dona Angelina) |
| 2004 | Da Cor do Pecado | Dona Nonô                         |